# 马塞尔·布劳耶
马塞尔·拉约什·布劳耶（匈牙利語：Marcel Lajos Breuer；/ˈbrɔɪ.ər/ BROY-ər；1902年5月21日—1981年7月1日）是一位匈牙利裔現代主義設計及建築師，是20世紀主要的現代主義藝術家之一。

## 生平

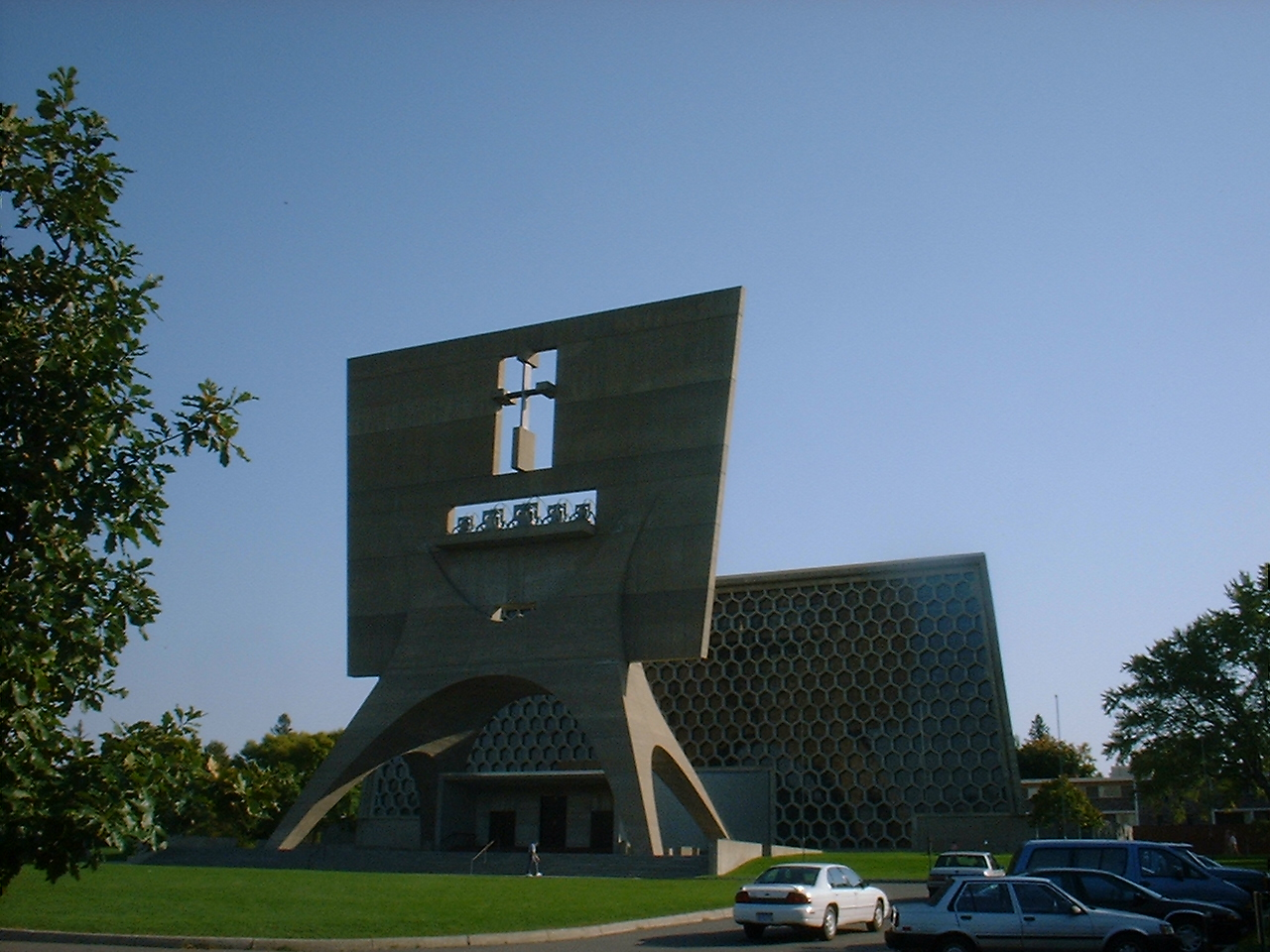
圣约翰大学和本尼迪克学院的聖約翰修道院

马塞尔·拉约什·布劳耶的朋友通常叫他 Lajkó（/ˈlaɪkoʊ/ LY-koh）。他18歲離家前往包豪斯學習藝術，在校期間設計了瓦西里椅（Wassily Chair），1936年遵循沃爾特·格羅佩斯的意見前往倫敦，后來又隨之前往美國哈佛大學設計學院，設計了包括1968年美國住房及城市發展部總部在内的上百座現代主義建築，但是毀譽參半。

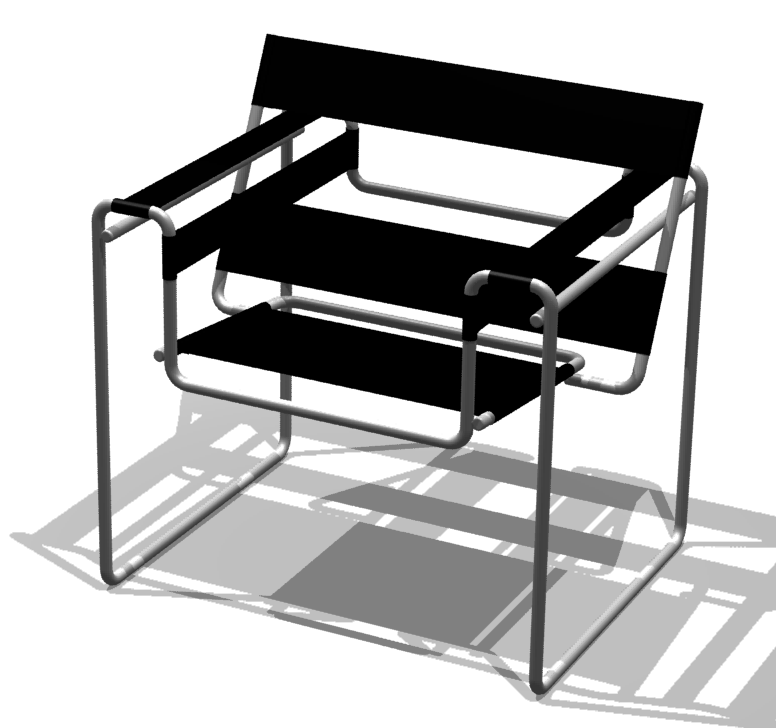
瓦西里椅
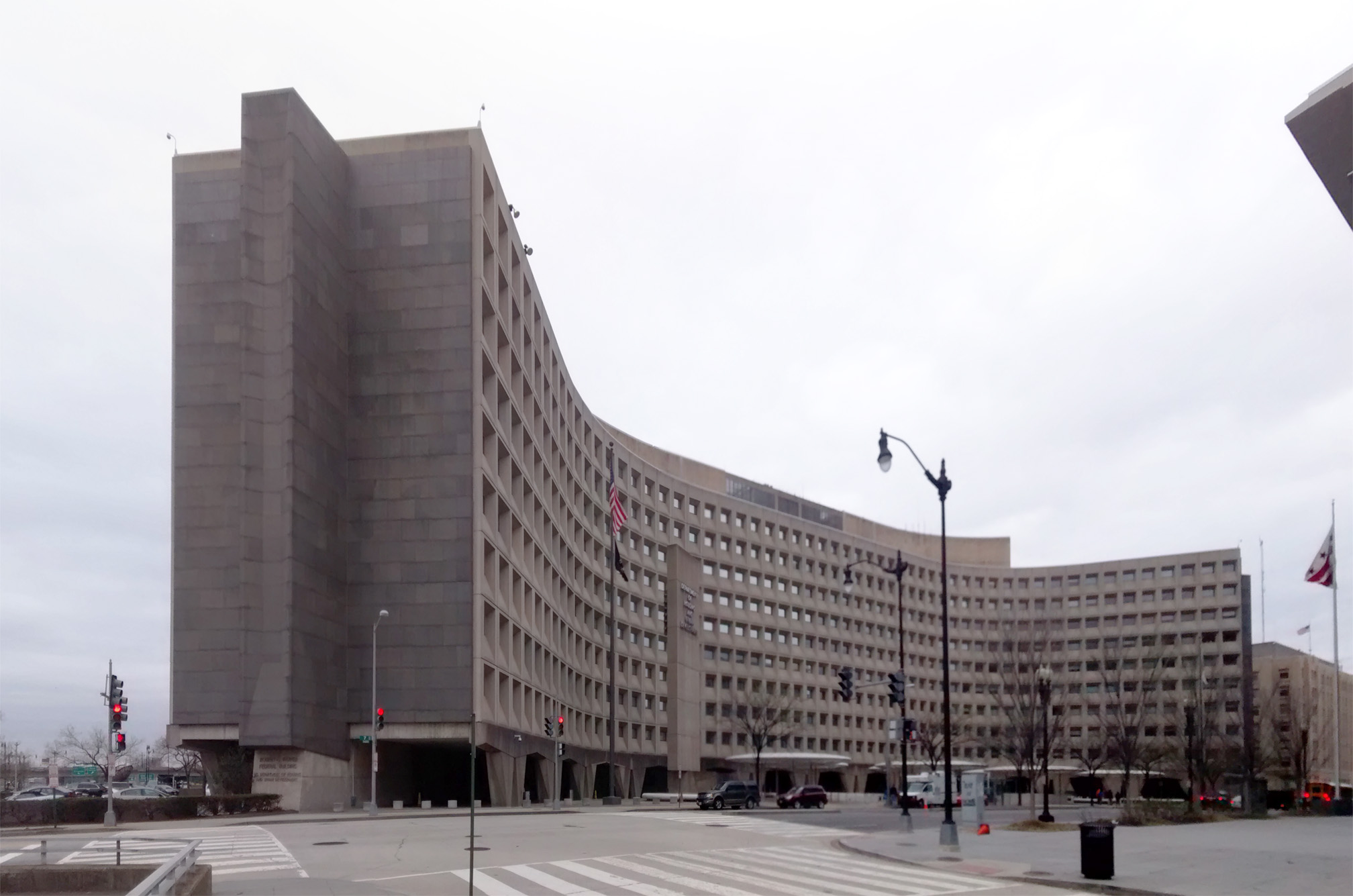
美國住城部總部大樓

## 外部連結
- Marcel Breuer Digital Archive, Syracuse University （页面存档备份，存于）（英文）